# Vargmåne
Vargmåne är Ulf Lundells debutalbum, utgivet den 3 september 1975 på skivbolaget EMI. 
Skivan innehåller kända låtar som "Stockholms City", "Sextisju Sextisju", "Jag går på promenaden" och "Bente". Innan EMI kontrakterade Lundell hade han försökt få skivan utgiven på Silence Records och MNW, som dock båda avböjt. Skivan spelades in under fyra dagar och Lundell var inte nöjd med slutresultatet. Försäljningen av skivan tog fart våren 1976, då Lundells roman Jack hade publicerats. Vargmåne har sålt guld.
Vargmåne utgavs på CD 1992 och åter 2000, då i en remastrad utgåva med två bonuslåtar som Lundell spelat in med en fyraspårs Tandberg-bandspelare. "Tillvarons Hundar", det ena bonusspåret på den remastrade versionen från 2000, är en demoversion av låten "Bente". "Jag går på promenaden" är en svensk version av John Mayalls "Walking on Sunset".
Omslagsbilden är tagen av Joakim Strömholm.
Vargmåne är en av titlarna i boken Tusen svenska klassiker (2009).

## Låtlista
1. "Stockholms City" - 4:01
2. "Då kommer jag och värmer dej" - 3:04
3. "Sniglar och krut" - 3:35
4. "Sextisju, sextisju" - 5:09
5. "När duellen är över" - 3:06
6. "Jag går på promenaden" (John Mayall, sv. text Ulf Lundell) - 3:18
7. "Bente" - 5:16
8. "Jesse James möter kärleken" - 5:55
9. "Nu har jag förpackat min längtan" - 3:05

### Bonusspår på remastrad utgåva 2000
1. "Tillvarons hundar" (demo) - 9:17
2. "Min båt i natt" (demo) - 4:13

## Medverkande
- Ulf Lundell – Sång
- Finn Sjöberg – Gitarr, arrangör
- Wojciech Ernest – Piano
- Mike Watson – Bas
- Roger Palm – Trummor
- Jan Bergman – Bas
- Ola Brunkert – Trummor
- Ulf Andersson – Tenorsaxofon, Flöjt
- Mats Ronander – Munspel
- Louise, Mona, Joakim, Finn & Mats – Brottarkör

## Listplaceringar
| Lista (1976) | Topplacering |
| ------------ | ------------ |
| Sverige      | 12           |